# Azaria di Rossi
Pour les articles homonymes, voir Rossi.
Azaria (Benaiuto) di Rossi, dit Azarya min HaAdoumim (hébreu : עזריה מן האדומים « Azaria des Rouges, » c'est-à-dire d'Italie), est un rabbin et médecin italien du XVIe siècle (né vers 1511 et mort vers 1578), considéré comme l'un des plus éminents intellectuels du judaïsme italien. Érudit, dei Rossi connaissait toutes les œuvres juives, était familier avec la littérature gréco-latine et avait étudié la médecine. Il est le premier Juif à avoir fait usage d'une approche critique-historique des textes fondateurs du judaïsme rabbinique.

## Biographie
Après avoir habité Ferrare et Bologne, d’où les persécutions le chassèrent, il s’établit une seconde fois à Ferrare. Il entretint des relations avec les savants de son temps, qu’ils fussent juifs, marranes ou chrétiens et tous admiraient ses connaissances.

Le premier, il compara les ouvrages rabbiniques et ceux de la civilisation judéo-grecque. Azariah cite des historiens comme Hérodote et Xénophon et des géographes comme Pline l'Ancien et Strabon. Il ne néglige pas les Pères de l'Église et cite Eusèbe de Césarée, Jérôme de Stridon et Augustin d'Hippone, Justin Martyr et Clément d'Alexandrie. Pour les maîtres médiévaux chrétiens il cite Thomas d'Aquin, Hugues de Saint-Victor, Dante, Pic de la Mirandole, etc.. 
Utilisant tant les sources juives que des sources grecques, latines ou chrétiennes, il est le premier érudit du judaïsme à se pencher sur la philosophie de Philon d'Alexandrie. Il contrôlait les faits rapportés par l’histoire, ne recevant pas sans examen les informations du passé sans les soumettre à vérification.
Son œuvre la plus connue est le Me'or Einaïm (Lumière pour les yeux en hébreu), où il expose une méthode critique pour examiner l'Aggada, la partie non légalistique du Talmud. La première partie parle du tremblement de terre survenu à Ferrare en 1571. La seconde partie traduit en hébreu la lettre d'Aristée. C'est la troisième partie qui traite de l'Aggada.
Un exemple montre la méthode d'Azaria. Certains passages de la littérature talmudique présentent un épisode fictif concernant Titus, le destructeur du second Temple de Jérusalem. Une sorte de moustique se serait introduit par son nez dans son cerveau où il aurait atteint la taille d'un petit pigeon, provoquant sa mort après des années de souffrance. Les Sages présentaient cela comme une punition infligée à un homme qui défia Dieu.
Intrigué, Azariah réagit en historien[non neutre] qui recense d'abord les différentes mentions de cet épisode. Il mentionne les Chapitres de Rabbi Eliézer, les passages de Genèse Rabba, de Leviticus Rabbah (en) et enfin du Talmud de Babylone dans  Gittin 56b. Dans d'autres passages, notamment dans le midrash Tanhuma sur Nombres 19 ; 1 - 22 ; 1 on reprend la même histoire augmentée de détails dont certains heurtent l'ordre naturel des choses.

Pour juger de la véracité de ce conte,  Azariah mobilise ses connaissances médicales : il remarque qu'entre le cerveau et la boite crânienne il n'y aurait pas de place pour un pigeon d'une année pesant deux livres. Par ailleurs, des médecins contemporains attestent -tout comme un passage du Talmud de Babylone Hullin 58a- qu'aucun invertébré ne peut vivre plus d'un an. Or, les sources juives parlent de six années au cours desquelles Titus souffrit.
D'autres invraisemblances apparaissent : l'année où l'on fait mourir Titus est, selon des chroniques fiables, celle de son accession au trône. Azariah cite aussi le témoignage de l'historien Dion Cassius (IIe – IIIe siècles) qui évoque la mort de Titus par empoisonnement. Par ailleurs, un historien, Augustin Ferentillus, attribue ce décès non à Titus mais à Antiochus Epiphane (roi grec). Et ceci se trouve confirmé par le second livre des Macchabées dans la Bible (ch. 9). Il faut, écrivait Azaria, tirer le meilleur de ces légendes, c'est-à-dire les interpréter allégoriquement sans y voir une réalité historique.
Avant même sa première édition, à Mantoue en 1574, Rossi savait les critiques dont il ferait l'objet : son ouvrage contient les réponses qu'il donne à certains rabbins. Avant que le livre ne parût, les rabbins de Venise, menés par Samuel Judah Katzenellenbogen (en), publièrent une proclamation de herem envers tous ceux qui seraient trouvés en possession de l'ouvrage, ou l'utiliseraient, sauf autorisation expresse des rabbins de la ville. Cependant, si on attaquait l'œuvre, on ne touchait pas à son auteur, Azaria di Rossi faisant preuve d'une conduite irréprochable, tant en privé qu'en public, s'accordant en tout point avec le judaïsme.
Malgré l'esprit hautement critique empreignant le Me'or Einaïm, la controverse dura des siècles. Pour certains, Rossi adaptait une sentence fameuse d'Avraham Maïmonide sur le recul à prendre avec la Aggada. Le Gaon de Vilna lui-même étudia et commenta le livre, bien qu'il le critiquât par ailleurs. Le Maharal de Prague (Juda Löw ben Betsalel) le critiqua également dans son Be'er haGola.
Rossi avait su faire preuve d'esprit critique tout en restant fidèle à la tradition juive rabbinique. Ce livre rencontra au XVIIIe siècle un grand succès chez les Maskilim, qui le jugèrent conforme à leurs idées, ajoutant même à leur prestige de par son autorité rabbinique. Ils republièrent le livre en 1794.

## Sources
- Cet article contient des extraits de l'article « ROSSI, AZARIAH BEN MOSES DEI » par Joseph Jacobs & Isaac Broydé de la Jewish Encyclopedia de 1901–1906 dont le contenu se trouve dans le domaine public.
- Maurice-Ruben Hayoun, Autour de la Renaissance, 10 janvier 2002

- Notices d'autorité :   - VIAF
  - ISNI
  - BnF (données)
  - IdRef
  - LCCN
  - GND
  - Pays-Bas
  - Pologne
  - Israël
  - NUKAT
  - Suède
  - Vatican
  - Tchéquie
  - WorldCat